# مارک ۸۴

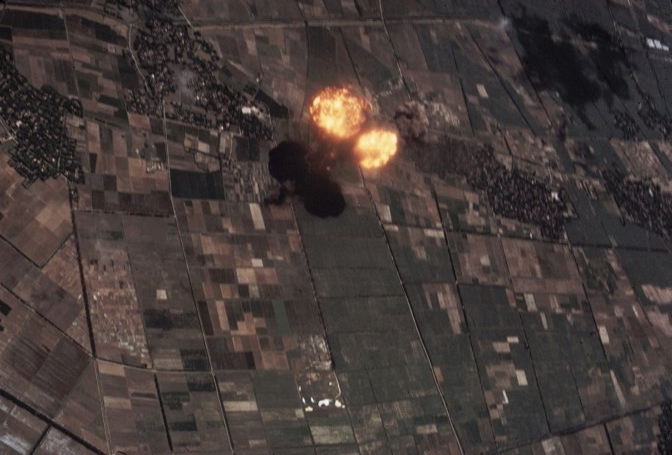
انفجار مارک ۸۴ در جنگ ویتنام در سال ۱۹۷۲

مارک ۸۴ (به انگلیسی: Mark 84) یا بی‌ال‌یو-۱۱۷ (به انگلیسی: BLU-117)، بمب چندمنظوره ساخت آمریکا است و بزرگ‌ترین بمب از سری بمب‌های مارک-۸۰ می‌باشد. این بمب به‌عنوان یک بمب هدایت ناپذیرُ سنگین به گونهٔ گسترده‌ای در جنگ ویتنام به‌کار برده شد. خلبانان اف-۱۱۷ نایت‌هاوک در جنگ خلیج فارس به‌خاطر نیروی مخرب قابل ملاحظه و شعاع تخریب زیاد این بمب نام آن را چکش گذاشته بودند. این بمب برای هواپیماهای اف-۱۱۷ مجهز به کیت جی‌بی‌یو-۲۷ پیووی ۳ بود.

## توسعه

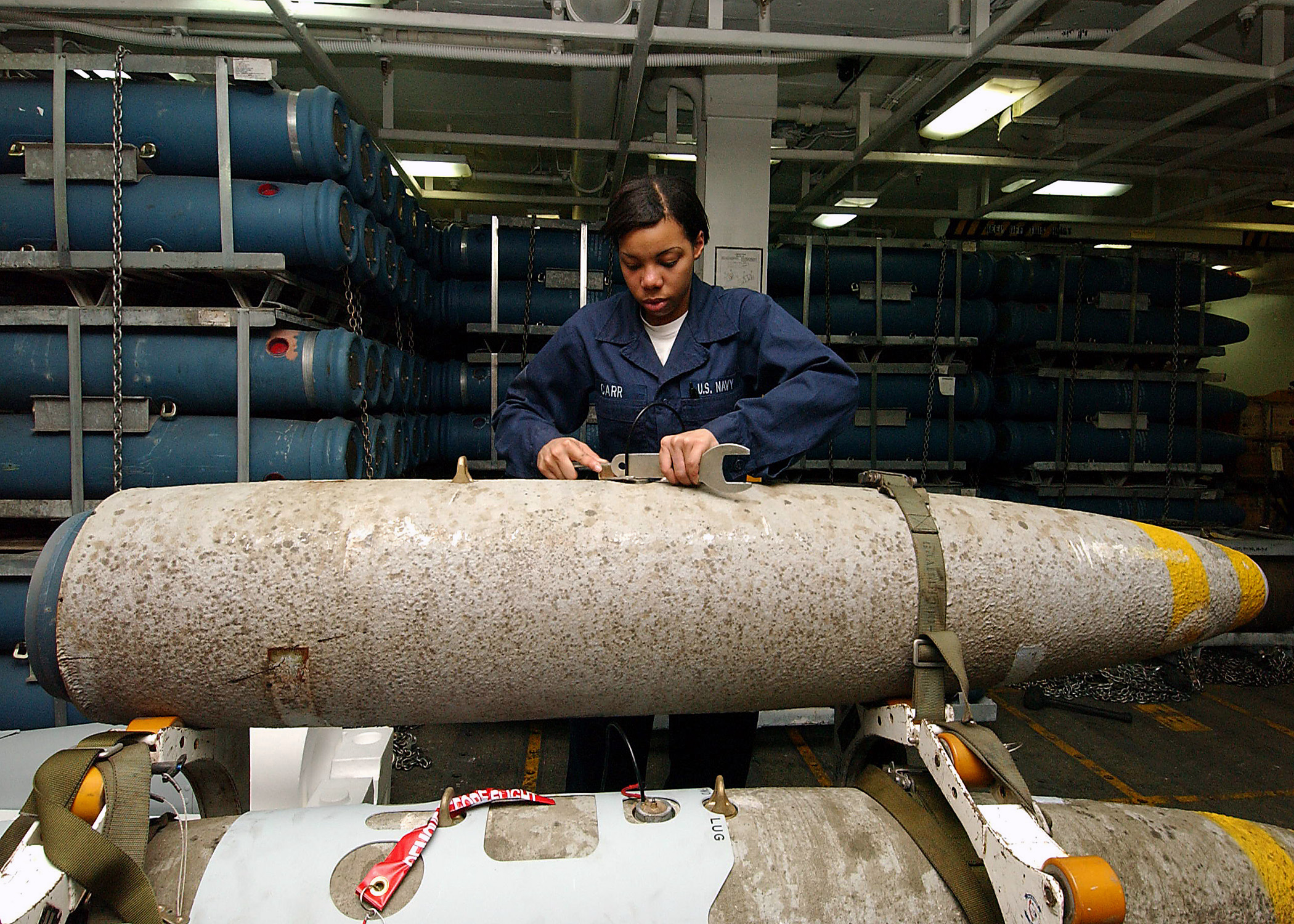
یک تکنیسین در حال بررسی یک بمب مارک-۸۴ مقاوم به آتش‌سوزی در ناو یواس‌اس جورج واشینگتن

وزن اسمی مارک ۸۴ دو هزار پوند (۹۰۷/۲ کیلوگرم) است، ولی وزن واقعی آن بسته به نوع باله‌ها، فیوزها و قطعات بیش پسار از ۱۹۷۲ تا ۲۰۸۳ پوند (۹۴۴/۸ تا ۸۹۴/۵ کیلوگرم) متغیر است. بدنهٔ فولادی این بمب با ۹۴۵ پوند (۴۲۸/۶ کیلوگرم) مادهٔ منفجره تریتونال پر شده‌است.
مارک ۸۴ می‌تواند بسته به ارتفاعی که از آن پرتاب می‌شود گودالی به قطر پانزده متر و گودی یازده متر ایجاد کند و می‌تواند تا ۳۸۰ میلیمتر به درون فلز یا ۳/۵ متر به درون بتن نفوذ کند. همچنین ترکش‌های آن تا فاصلهٔ ۳۶۶ متری مرگبار هستند.
این بمب به عنوان کلاهک جنگی انواع مهمات هدایت دقیق از جمله بمب‌های هدایت لیزری جی‌بی‌یو-۱۰، جی‌بی‌یو-۲۴، جی‌بی‌یو-۲۷ پیووی ۳، بمب هدایت لیزری جی‌بی‌یو-۱۵، بمب مهمات تهاجم مستقیم مشترک و مین‌های دریایی به کار می‌رود.